# Dolichogyna boliviana
Dolichogyna boliviana är en tvåvingeart som beskrevs av Lagrange 1993. Dolichogyna boliviana ingår i släktet Dolichogyna och familjen blomflugor.
Artens utbredningsområde är Bolivia. Inga underarter finns listade i Catalogue of Life.